# Territori de Utah

Animació de l'evolució del Territori de Utah (1850-1896).

El Territori de Utah va ser un territori organitzat incorporat als Estats Units que va existir del 9 de setembre de 1850 al 4 de gener de 1896, quan va ser admès dins la Unió com l'Estat de Utah, el 45è.
Es va organitzar a través d'una Llei del Congrés el mateix dia que l'Estat de Califòrnia era admès a la Unió i el Territori de Nou Mèxic s'afegia per la part meridional de l'antic territori mexicà. La seva creació va ser part del Compromís de 1850, que cercava preservar l'equilibri de poders entre els estats esclaus i lliures. Amb l'excepció d'una petita àrea, amb el Tractat de Guadalupe-Hidalgo els Estats Units havien adquirit dos anys abans tota la terra de mans de Mèxic. El Territori de Utah es va crear parcialment com a resultat de les peticions dels pioners mormons que s'havien anat assentant des de 1847 a la Vall de Salt Lake.